# شهرستان اورنج (کارولینای شمالی)
شهرستان اورنج، کارولینای شمالی (به انگلیسی: Orange County, North Carolina) یک سکونتگاه مسکونی در ایالات متحده آمریکا است که در کارولینای شمالی واقع شده‌است.

## خصوصیات
شهرستان اورنج ۱٬۰۳۸٫۵۹ کیلومترمربع مساحت دارد.